# Carl Henriquez
Carl Henriquez (Aruba, 8 augustus 1979) is een Arubaans gewichtheffer. Hij kwam op de Olympische Zomerspelen 2012 uit in de gewichtsklasse super zwaargewicht (+105 kg), waar hij de 18e plaats behaalde.